# کلمنت هالت
کلمنت هالت (انگلیسی: Clément Halet؛ زادهٔ ۲۱ مهٔ ۱۹۸۴) بازیکن فوتبال اهل فرانسه است.
از باشگاه‌هایی که در آن بازی کرده‌است می‌توان به باشگاه فوتبال زاربروکن، باشگاه فوتبال وی‌اف‌آر آلن، و باشگاه فوتبال فورتونا دوسلدورف اشاره کرد.